# 主教座堂广场 (米兰)

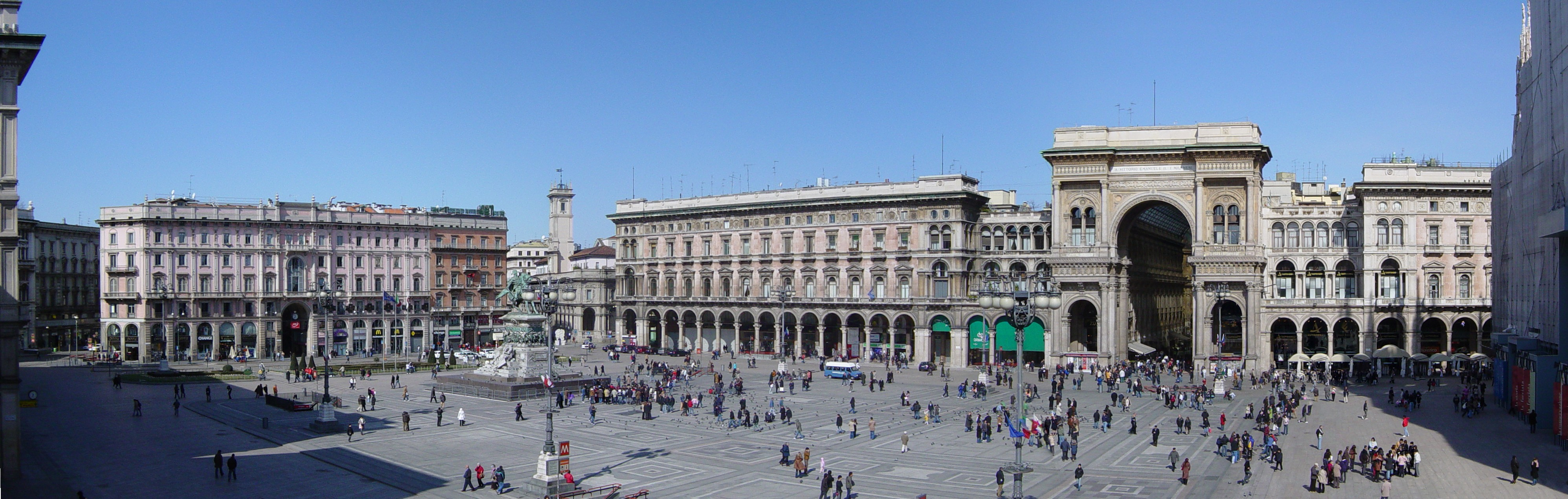
广场

主教座堂广场（Piazza del Duomo）又译为杜莫广场，是意大利米兰市中心的一个大型矩形城市广场，得名于米兰主教座堂。7个世纪以来，是该市的几何中心和商业中心，也是该市各项庆祝活动的中心。中间是埃马努埃来二世骑马像，周围分别是米兰主教座堂、Carminati宫、埃馬努埃萊二世拱廊等。